# Tombe la neige
Tombe la neige (tiếng Việt: Tuyết rơi) là một bài hát tiếng Pháp, được nhạc sĩ / ca sĩ người Bỉ gốc Ý Salvatore Adamo sáng tác và thể hiện lần đầu vào năm 1963. Mặc dù nhận được những lời khuyến cáo của nhà sản xuất là nên phát hành bản nhạc này vào mùa đông nhưng Adamo vẫn cho ra mắt vào mùa hè năm 1963. Nó nhận được thành công lớn trên bình diện quốc tế và trở thành một trong những bài hát nổi tiếng nhất của ông.
Với thành công lớn từ bản tiếng Pháp, Adamo cũng chuyển thể bài hát này sang một số phiên bản ngôn ngữ khác. Bản nhạc này được nhạc sĩ Phạm Duy đặt lời Việt với tên gọi Tuyết rơi  và ca sĩ Ngọc Lan là người trình bày thành công nhất.

## Phát hành
Bài hát này được phát hành lần đầu trong đĩa than cùng tên, với một số bài hát khác. Có hai phiên bản.
45 rpm (Pháp)
- A-side: Tombe la neige (2:55)
- B-side: Car je veux (2:40)

EP (Pháp)
- A1: Tombe la neige (2:55)
- A2: J'ai raté le coche	(2:35)
- B1: Car je veux (2:40)
- B2: Le train va (2:50)

### Các phiên bản ngôn ngữ khác của Adamo
Adamo chuyển thể bài hát sang một số phiên bản ngôn ngữ khác nhằm để nó trở thành một bài hát mang tính toàn cầu.
- tiếng Đức: Grau zieht der Nebel
- tiếng Ý: Cade la neve
- tiếng Tây Ban Nha: Cae la nieve
- tiếng Nhật: Yuki ga Furu - 雪が降る
- tiếng Thổ Nhĩ Kỳ: Her yerde kar var